# 록스베리 나이트
《록스베리 나이트》(영어: A Night at the Roxbury)는 미국에서 제작된 존 포튼베리 감독의 1998년 코미디 영화이다. 주연을 맡은 윌 페럴, 크리스 커탠이 스티브 코런과 함께 공동 각본을 썼다. 에이미 헤컬링 등이 제작에 참여하였다.

## 출연
- 윌 페럴
- 크리스 커탠
- 로니 앤더슨
- 댄 허데이야
- 몰리 섀넌
- 드웨인 히크먼
- 로클린 먼로
- 리처드 그리코
- 크리스틴 돌턴
- 제니퍼 쿨리지
- 메러디스 스콧 린
- 지지 라이스
- 얼리사 도너번
- 마이클 클라크 덩컨
- 콜린 퀸
- 에바 멘데스
- 마크 매키니
- 채즈 팰민테리

## 기타 제작진
- 공동 제작: 마리 캔틴, 스티브 코런
- 배역: 제프 그린버그
- 미술: 스티븐 J. 조던
- 의상: 모나 메이